# Geschützter Landschaftsbestandteil Trockenhang Auf der Nuhne
Der Geschützte Landschaftsbestandteil Trockenhang Auf der Nuhne mit 0,91 ha Flächengröße liegt am östlichen Dorfrand von Züschen. Das Gebiet wurde 2008 bei der Aufstellung vom Landschaftsplan Winterberg durch den Kreistag des Hochsauerlandkreises als Geschützter Landschaftsbestandteil (LB) ausgewiesen. Im Süden grenzt der LB direkt an die Bundesstraße 236. Der LB ist sonst umgeben vom Landschaftsschutzgebiet Winterberg.

## Gebietsbeschreibung
Es handelt sich um einen steilen Hang an der Einmündung des Brembachtals zum Nuhnetal. Der Hang ist südexponiert, äußerst flachgründig bis oberbodenfrei und trägt einen lockeren Gehölzbewuchs, durchsetzt von artenreichen Magerbrachen und Besenginster-Gebüsch. An seinem Fuß unmittelbar an der Bundesstraße 236 steht das Schiefergestein vegetationslos an. Der Nuhnehang stellt ein Sonderbiotop für wärmebedürftige Tier- und Pflanzenarten dar. Er ist Lebensraum der Waldeidechse.

## Gebot
Es wurden im Landschaftsplan das Gebote festgesetzt:
- „Die Geschützten Landschaftsbestandteile sind durch geeignete Pflegemaßnahmen zu erhalten, solange der dafür erforderliche Aufwand in Abwägung mit ihrer jeweiligen Bedeutung für Natur und Landschaft gerechtfertigt ist. Solche Maßnahmen bestehen insbesondere in der fachgerechten Behandlung von Schäden und Wunden, Totholzausastung, Beseitigung von Wurzelbrut und (vorbeugenden) statischen Verbesserungen an Bäumen; bei den Feldgehölzen sind derartige Maßnahmen in der Regel nicht notwendig, sie sollen dann der natürlichen Entwicklung überlassen bleiben.“[1]